# Palana
Palana (ruski:  Пала́на) je naselje gradske vrste (посёлок городского типа) i upravno središte Korjačkog okruga u Kamčatskoj oblasti u Rusiji. 

## Zemljopisni položaj
Zemljopisni položaj joj je 59°05´ sjeverne zemljopisne širine i 159° 56´ istočne zemljopisne dužine.
Nalazi se na zapadnoj obali poluotoka Kamčatke na desnoj obali rijeke Palane, unutar 8 km od njena ušća u Ohotsko more. 

## Općenito o gradu
Palana je pored upravne namjene, i društveno, političko i kulturno središte autonomnog okruga. 
U gradu postoji nekoliko plesnih sastava, profesionalnih i amaterskih. 
Internetski pristup je preko KamčatSvjazInforma iz Petropavlovska-Kamčatskog.

## Promet
Prometno je gradić dosta izoliran, postoji samo cesta prema moru, koja ide duž sjeverne obale rijeke Palane. Najbliže naselje je 54 km prema sjeveroistoku udaljeno mjestašce Lesnaja i 92 km prema jugozapadu udaljeno mjestašce Vojamlolka, a od većih naselja, kao što je Uka, koja se nalazi na suprotnoj strani Kamčatke, 82 km.
Po zračnoj crti, od Moskve je udaljena 12.866 km, a od sjedišta Kamčatske oblasti, Petropavlovska-Kamčatskog, 851 km zračne crte.

## Stanovništvo
Broj stanovnika: 3.928 ( popis 2002.)

Vremenska zona: Moskovsko vrijeme + 9

## Slike
Na en.wikipediji se može viditi još jedna slika grada Palane (status slike nejasan).
en:Image:Palana.jpg

## Vanjske poveznice
- palana.ru  Arhivirana inačica izvorne stranice od 6. lipnja 2009. (Wayback Machine) Službene stranice
- Slike (na engleskom)